# Trille
Cet article concerne l'ornement musical. Pour la plante, voir Trillium.

Notations du trille.

Le trille est un ornement musical, imaginé au XVIe siècle, qui consiste à alterner très rapidement deux notes voisines séparées d'un ton ou d'un demi-ton.
Cet ornement permet par exemple de donner du relief à une note tenue.
Le battement du trille se réalise toujours avec la note naturelle suivante dans l'ordre de l'échelle diatonique. L'intervalle entre la note principale et le trille dépend donc de l'armure.
Suivant le contexte on peut distinguer :
- le trille classique, qui laisse entendre en premier la note principale ;
- le trille baroque qui est interprété comme s'il était précédé d'une appoggiature.
  - A l'époque baroque, le trille, parmi l'invention des ornements des XVIIe et XVIIIe siècles, se nommait également tremblements, cadences ou trillo en italien[2]. Le trille baroque de fin d'une phrase ou d'un morceau se décompose en trois phases : la préparation (appui par la note supérieure, durant la moitié ou les deux tiers)[3], le battement (progressif du plus lent vers le plus rapide) et la résolution (arrêt du battement sur la note réelle suivi d'un court silence puis résolution sur la note réelle précédée ou non d'une courte note).

## Notation
Le trille est noté tr. souvent suivi d'un trait horizontal ondulé qui court sur toute la tenue de la note. Lorsque la seconde note doit être altérée, on place l'altération au-dessous du signe tr. Des petites figures de notes indiquent parfois la manière de commencer et de terminer le trille. On peut trouver le trille dans la musique classique pour tous les instruments, bien qu'il soit plus facile de l’exécuter sur certains instruments. En piano, par exemple, le pianiste peut constater qu'il devient de plus en plus difficile d'exécuter un trille incluant les doigts faibles de la main. Le trille interprété avec les 4e et 5e doigts étant le plus difficile. Les difficultés principales du trille en piano étant la vitesse et la régularité.